# PlayStation Store
Le PlayStation Store (également abrégé en PS Store) est une boutique numérique disponible pour les utilisateurs des consoles PlayStation depuis la PlayStation 3.
La boutique propose une gamme de contenus téléchargeables à l'achat ou disponibles gratuitement. Le contenu disponible comprend des jeux complets, du contenu complémentaire, des démos jouables, des thèmes et des films/séries.

## Histoire
À la suite des commentaires de nombreux utilisateurs du PlayStation Network, une version repensée du PlayStation Store a été lancée le 15 avril 2008 via une mise à jour du firmware. La nouvelle conception était basée sur le système d'exploitation plutôt que sur la conception Web du magasin précédent, permettant au magasin de traiter les informations plus rapidement.
Une mise à jour mineure du magasin a été publiée lors de la conférence de presse de Sony à l’E3 2009. Cette mise à jour permet à la page supérieure de faire pivoter régulièrement les images (y compris leurs liens) et modifie les sons de navigation.
Une refonte majeure du PlayStation Store a été annoncée en septembre 2012, apportant avec elle une structure de navigation révisée et un nouveau système de recherche. Le nouveau magasin a été développé pour rassembler le contenu de jeu et vidéo et permettre aux utilisateurs de trouver plus facilement ce qu'ils recherchent. Le contenu sera intégré dans la liste de chaque jeu, plutôt que dans des catégories distinctes pour des éléments tels que des modules complémentaires, des thèmes et d'autres contenus téléchargeables. La dernière conception est beaucoup moins axée sur le texte et intègre des illustrations haute résolution et des animations fluides pour le contenu présenté. 
La nouvelle refonte a été lancée en Europe le 22 octobre 2012. Peu de temps après son lancement au Royaume-Uni, l'interface du Store a été rétablie à l'ancienne conception en raison de problèmes tels que les longs temps de chargement et la navigation lente, tandis que d'autres pays d'Europe ont conservé la nouvelle interface malgré ces problèmes. La refonte a été lancée en Amérique du Nord le 2 novembre 2012.
Le 11 mai 2020, le PlayStation Store a été suspendu indéfiniment en Chine pour des raisons de sécurité.
Le 29 mars 2021, Sony annonce la fermeture du PlayStation Store le 2 juillet 2021 pour la PlayStation 3 et PlayStation Portable et le 27 août 2021 Pour la PlayStation Vita. Cependant, à la suite des critiques des consommateurs, Sony a décidé de conserver le PlayStation Store pour la PS3 et la PS Vita, mais celui de la PSP fermera bien le 2 juillet comme prévu. 

## Fonctionnement
Le magasin est accessible via une icône sur la XrossMediaBar sur la PlayStation 3 et la PlayStation Portable, via le menu dynamique sur la PlayStation 4, et une icône sur le LiveArea sur la PlayStation Vita. Le service est également disponible en ligne sur le site Web de PlayStation.
Un compte principal est requis pour accéder au PlayStation Store. Un journal de tous les articles achetés précédemment, appelé «Liste de téléchargement», enregistre l'activité de téléchargement complète de chaque compte PlayStation Store. Un utilisateur invité peut utiliser la liste de téléchargement de son compte principal pour télécharger du contenu gratuit ou pour acheter du contenu sur une autre console; cependant, un seul compte ne peut être utilisé que sur deux consoles au maximum. C'était auparavant cinq, mais en novembre 2011, Sony a réduit ce nombre à deux. 
Le micrologiciel le plus récent doit être installé sur la console pour accéder au PlayStation Store. Chaque compte principal est associé à un «portefeuille» virtuel en ligne auquel des fonds peuvent être ajoutés. Ce portefeuille est ensuite débité lors d'un achat en magasin. L'argent peut être ajouté au portefeuille via différents systèmes de paiement, bien que certains ne soient pas disponibles dans tous les pays.
Tous les achats sur le PlayStation Store sont effectués dans la devise locale de l'utilisateur à l'aide d'un système de ``portefeuille'' dans lequel des fonds sont ajoutés au portefeuille - soit dans des dénominations définies ou selon un montant dicté par le prix de la transaction en cours - puis débités du portefeuille du compte lorsque l'utilisateur effectue un achat, les fonds ajoutés au PS Store ne sont pas remboursables.
L'utilisateur peut ajouter des fonds à son portefeuille de différentes manières, la plus courante étant par carte de crédit ou de débit. Les utilisateurs dans de nombreuses régions peuvent également acheter des cartes PlayStation Network  ou des billets dans des dénominations définies auprès de détaillants, y compris des supermarchés ou des magasins de jeux vidéo. Ces fonds sont utilisés sur le PlayStation Store lorsque l'utilisateur entre le code unique à 12 chiffres figurant sur la carte dans le PlayStation Store. Nintendo eux-mêmes ont adopté plus tard ce système de devises pour leur eShop successif. Le compte du Store, cependant, est verrouillé par région et n'accepte généralement que les cartes de crédit facturées et les cartes PlayStation Network achetées dans le même pays sélectionné lors du processus d'inscription, qui ne peuvent pas être modifiées par la suite.

## Versions

### PlayStation 3
Le PlayStation Store a été lancé dans la PlayStation 3 le 11 novembre 2006. Il existe quatre versions différentes du magasin sur la plate-forme: Asie, Europe (y compris l'Océanie et le Moyen-Orient), Japon et Amérique du Nord (y compris l'Amérique du Sud).

### PlayStation Portable
Le PlayStation Store était pris en charge sur PlayStation Portable à partir d'octobre 2008 avec la mise à jour du micrologiciel 5.00. La façade native du PlayStation Store sur PSP a été fermée le 31 mars 2016 comme Sony l'a annoncé le 1er mars de la même année.  

### PlayStation Vita
Le PlayStation Store a été lancé sur la PlayStation Vita le 17 décembre 2011 et est accessible via une icône sur le LiveArea. À partir de décembre 2016, tous les jeux Vita ont également été rendus disponibles pour être téléchargés numériquement sur le PlayStation Network via la vitrine, bien que tous les jeux ne soient pas libérés physiquement. Il existe quatre versions différentes du PlayStation Store : l'Asie, l'Europe (y compris l'Océanie et le Moyen-Orient), le Japon et l'Amérique du Nord. Il n'y a pas de localisation PlayStation Store de Vita en Chine et en Amérique du Sud.   

### PlayStation 4
La version PlayStation 4 du PlayStation Store est sortie le 15 novembre 2013 avec la console en Amérique du Nord, et le 29 novembre dans la majeure partie de l'Europe avec la console deux semaines après le lancement en Amérique du Nord. La version PS4 du PS Store utilise la même conception globale et la même interface que son prédécesseur, la vitrine de la PlayStation 3; cependant, la palette de couleurs a été modifiée pour correspondre à celle du thème de la console, passant du noir au bleu.

### Navigateur Internet
En janvier 2013, le PlayStation Store a été mis à disposition via un navigateur Internet. Les utilisateurs peuvent acheter du contenu pour PlayStation 3, PlayStation 4, PlayStation Vita et PlayStation Portable via la boutique en ligne, puis le télécharger (ou le mettre dans une file d'attente de téléchargement) via leurs appareils respectifs.  
En octobre 2015, une option «Liste de souhaits» a été ajoutée. 
A l’arrivée de la PlayStation 5, la version web du store fut repensé et modernisé. Toutefois, la liste de souhaits a été retirée, ainsi que les jeux PS3 et PS Vita. 

### PlayStation 5
La version PlayStation 5 du PlayStation Store est publiée le 12 novembre 2020 en Amérique du Nord, en Australie, en Nouvelle-Zélande, au Japon et en Corée du Sud, et le 19 novembre 2020 dans le reste du monde (hors Chine) lors de la sortie de la console. 
Le store est cette fois-ci totalement intégré à la PlayStation 5 et n'est plus une application indépendante comme cela pouvait être le cas auparavant.